# Microtus evoronensis
Microtus evoronensis es una especie de roedor de la familia Cricetidae.

## Distribución geográfica
Se encuentra en Rusia.